# Первая любовь (фильм, 2006, Турция)
«Первая любовь» (тур. İlk Aşk) — турецкий фильм в жанрах драма и комедия, снятый Нихатом Дура́ком в 2006 году.

## Сюжет
Данная история происходит на берегу Эгейского моря в начале 1990-х годов. Главными героями являются члены одной семьи. Все её поколения: и мальчик Эге, и его родители, и родители родителей, и приехавший внезапно брат — переживают все радости и страдания от первой любви. С чего она начинается и к чему приводит.

## В ролях
| Актёр                   | Роль                                               |
| ----------------------- | -------------------------------------------------- |
| Рафаэлле Чедолини       | Ариф Эге                                           |
| Неслихан Атагюль Догулу | Бахар (подруга Эге)                                |
| Халит Эргенч            | Кемал (папа Эге)                                   |
| Четин Текиндор          | Асаф (брат дедушки Эге)                            |
| Окан Ялабык             | Расим                                              |
| Долунай Сойсерт         | Айсель                                             |
| Тарик Пабучджуоглу      | Азми (дедушка Эге и папа Кемала)                   |
| Вахиде Перчин           | Невин (бабушка Эге и мама Кемала)                  |
| Шенай Гюрлер            | Кысмет (любовница Кемала)                          |
| Эрол Гюнайдын           | Ариф Арифоглу (прадедушка Эге и папа Асафа и Азми) |
| Орхан Кылыч             | охранник на вечеринке                              |
| Ализе Гёрдюм            | подруга Бахар                                      |

## Премьеры
| Страна     | Дата премьеры        | Название              |
| ---------- | -------------------- | --------------------- |
| Турция     | 17 ноября 2006 года  | İlk Aşk               |
| Бельгия    | 15 февраля 2007 года |                       |
| Германия   | 15 февраля 2007 года | Erste Liebe — İlk Aşk |
| Нидерланды | 15 февраля 2007 года |                       |